# Titánia (hold)
A Titánia az Uránusz legnagyobb holdja és a 8. legnagyobb hold a Naprendszerben. William Herschel fedezte fel 1787-ben. Kifelé haladva a bolygótól a Titánia az Uránusz bolygó 17. holdja.
Nevét Shakespeare Szentivánéji álom című vígjátékából, a Tündérkirálynőről kapta.
Az Uránusz négy holdját egyszerre fedezték föl és a Szentivánéji álom szereplőiről kaptak nevet: Titánia, Oberon, Ariel és Umbriel. Később, amikor a Voyager–2 fölfedezte az Uránusz gyűrűjét, több új Uránusz holdat is fölfedeztek, és ma 27 holdja ismert.

## Jellemzői
A Titánia érdekes hold. Felerészben jégből, felerészben szilikátos kőzetekből épül föl. A kőzetanyag alkotja a hold magját, a jéganyag a köpenyét és a felszínét. Valószínűleg egy folyadék öv is található az égitesten belül, a jeges tartományban. A Titánia felszíne viszonylag sötét, kissé vöröses színű. Ugyanolyan mértékben alakították külső tényezők, főleg becsapódások, mint belső tényezők, kriovulkanizmus. Számos becsapódási kráter borítja, a legnagyobb 326 km-es, de nincsen annyi rajta, mint a legkülső nagy holdon, az Oberon felszínén. A felszín anyagát az infravörös színkép alapján határozták meg. Vízjég és széndioxid-jég jelenlétét mutatták ki. Ma a hold felszínének mintegy 40%-a van föltérképezve a Voyager–2 1986. januári felvételei alapján.

## Felfedezése
A Titániát William Herschel fedezte fel 1787. január 11-én az Oberonnal együtt. Az Arielt és az Umbrielt William Lassel fedezte fel 1851-ben.